# Oliviero Vojak
Oliviero Vojak (Pola, 24 marzo 1911 – Torino, 21 dicembre 1932) è stato un calciatore italiano, di ruolo attaccante. Per via delle leggi fasciste il suo nome fu cambiato in Vogliani, ma in alcuni casi veniva scritto anche Vojach.

## Biografia
Rivelatosi calcisticamente a Pola, è tra i più giovani debuttanti della Juventus, avendo esordito a 16 anni, 10 mesi e 23 giorni. Per distinguerlo dal fratello maggiore Antonio che era conosciuto come Vojak I, Oliviero era chiamato Vojak II. Cresciuto a Stoia, morì ventunenne per una polmonite. Il suo feretro fu portato a spalla dai giocatori della Juventus.

## Palmarès

### Club

#### Competizioni nazionali
- Campionato italiano: 1

Juventus: 1930-1931